# ローズ・ヴィネットの状態方程式
ローズ・ヴィネットの状態方程式（英: Rose–Vinet equation of state）は、固体の状態方程式を記述するために用いられる一連の方程式である。この方程式は、バーチ・マーナハンの状態方程式の修正版である。最初の論文では、この方程式が次の4つの入力値のみに依存していることが議論されている。これらは、等温体積弾性率{\displaystyle B_{0}}、圧力に対する体積弾性率の導関数{\displaystyle B_{0}'}、体積{\displaystyle V_{0}}、および熱膨張率であり、いずれもゼロ圧力（{\displaystyle P=0}）での値と、1つの基準温度で評価される。この方程式は、すべての固体の分類と広範囲の温度において成り立つ。
比体積の立方根は、次のように定義される。
{\displaystyle \eta =\left({\frac {V}{V_{0}}}\right)^{\frac {1}{3}}}
このとき、状態方程式は次のように表せる。
{\displaystyle P=3B_{0}\left({\frac {1-\eta }{\eta ^{2}}}\right)e^{{\frac {3}{2}}(B_{0}'-1)(1-\eta )}}
類似の方程式が、1981年にステイシーらによっても発表されている。